# 本庄浜事件
本庄浜事件（ほんじょうはまじけん）とは、北朝鮮（朝鮮民主主義人民共和国）によるスパイ事件。1964年（昭和39年）7月24日検挙。

## 概要
この事件は、戦後日本から北朝鮮に引き揚げた大山富国こと姜礼黙（40歳）が京都府与謝郡伊根町本庄浜から密入国し、乱数表等を山中に埋設し、「韓国から密航してきた」と偽装自首した事件である。
姜は1940年から1947年までの在日歴を有し、北朝鮮で中学校の校長をしていたが、1964年3月、北朝鮮工作員として召喚され、4カ月にわたってスパイ教育を受けた。指示された任務は、日本の軍事関連情報の収集と韓国国内で情報活動のできる在日韓国人の獲得およびその送り込み工作であった。姜が本庄浜に密入国したのは1964年7月21日のことで、携行した乱数表、無線機、工作資金等を上陸地点付近の山中に埋め、付近で3日間野宿した後、7月24日に警視庁に出頭して偽装自首した。その目的は、合法的な在留資格を得るためであった。
警視庁は、真夏であるにもかかわらず姜が背広姿であり、韓国からの密航者としては不自然な点があると判断し、逮捕して取り調べたところ、北朝鮮工作員であることが発覚した。上陸地点付近の山林からはスパイ道具も見つかった。
姜礼黙は1964年9月28日、東京地方裁判所において、出入国管理令違反で懲役6カ月の判決を受けた。姜は、1965年に韓国に向け出国している。